# 平井呈一
平井 呈一（ひらい ていいち、1902年（明治35年）6月16日 - 1976年（昭和51年）5月19日）は、日本のイギリス文学翻訳者・編集者で、多くの訳書を通じ海外怪奇小説を紹介した。

## 生涯
1902年、神奈川県中郡平塚町（現・平塚市）で生まれる。本名は程一。江戸下町育ちで、没時まで和服で通した。
東京府東京市日本橋区浜町（現・東京都中央区日本橋浜町）の養家で居住。浜町尋常小学校から1920年に日本大学附属中学校（現在の日本大学第一中学校・高等学校）を経て早稲田大学文学部英米文学科中退。河東碧梧桐に師事して俳句に親しむ。永井荷風と佐藤春夫に師事し、江戸文学に造詣が深い翻訳者となった。中菱 一夫の筆名で、小説「真夜中の檻」「エイプリル・フール」を著している。
代表的な翻訳は、岩波文庫や恒文社での小泉八雲作品、1950年代に初刊した東京創元社でのブラム・ストーカー『吸血鬼ドラキュラ』、レ・ファニュ『カーミラ』の完訳などで、半世紀以上経て新版刊行されている。
また近代英国の作家アーサー・マッケンの作品紹介に努め、晩年に全訳による『アーサー・マッケン作品集成』を刊行した。
弟子に紀田順一郎と荒俣宏（荒俣は3度の破門を経験している、下記も参照）、由良君美がおり、各・平井の回想がある。姪の夫が作家の岡松和夫で、モデル小説『断弦』（文藝春秋、1993年）を著した。
門人として荷風の邸宅「偏奇館」に出入りしていたとき、荷風の色紙や手稿を偽造して売りさばいたことがある。荷風がみずからの楽しみのために書いて手元に置いていた好色小説『四畳半襖の下張』の手書き原稿を密かに持ち出して、仲間と共に筆写し回覧させ、この名作が世に出るきっかけを作ったのも平井である。このため師弟関係は破局を迎え、荷風は日記『断腸亭日乗』のなかで平井を悪罵、さらに平井をモデルにして短篇「来訪者」を書いて発表し、復讐を遂げた。なお為永春水の現代語訳を荷風名義で請け負ったことがある。
戦後は千葉県富津市に移住し、1976年に同市小久保の寓居で心筋梗塞のため没した。

## 著書
- 『真夜中の檻』（浪速書房） 1960 - 中菱一夫名義
- 『小泉八雲入門』（古川書房） 1976
- 『真夜中の檻』（創元推理文庫） 2000 - 創作2篇・エッセイ
- 『幻想と怪奇 3 平井呈一と西洋怪談の愉しみ』（新紀元社） 2020 - 翻訳、評論、エッセイ選集
- 『平井呈一 生涯とその作品』（荒俣宏編、紀田順一郎監修、松籟社） 2021 - 年譜伝記、評論、句集など

## 翻訳
- 『メリメの手紙』（春陽堂） 1933 - 当初は 程一 名義
- 『古城物語』（ホフマン、春陽堂） 1933
- 『國姓爺合戰物語』（小山書店） 1936
- 『悲恋』（アーネスト・ダウスン、春陽堂文庫） 1937
- 『ワイルド童話集』（ワイルド、冨山房百科文庫） 1939
- 『歌姫物語』（W.M.サツカレエ、森書房） 1949 ※以後は 呈一 名義
- 『おけら紳士録』（サツカレエ、改造社） 1949
- 『ワイルド選集』全3巻（ワイルド、改造社） 1950 - 1951
- 『床屋コックスの日記 / 馬丁粋語録』（サッカレ、岩波文庫） 1951。復刊 1985ほか
- 『魔人ドラキュラ』（ブラム・ストーカー、東京創元社、世界大ロマン全集3） 1956
  - 改題『吸血鬼ドラキュラ』（創元推理文庫） 1963、完訳版 1971
- 『復讐』（マリー・コレリ、東京創元社、世界大ロマン全集11） 1957
- 『怪奇小説傑作集 第1』（編訳、東京創元社、世界大ロマン全集24） 1957 - ブラックウッド「秘書綺譚」ほか全9編
  - 改訂版『怪奇小説傑作集 1』（創元推理文庫） 1969
    - 改版『怪奇小説傑作集1 英米編』（創元推理文庫） 2006 - 新版解説紀田順一郎
- 『消えたエリザベス』（リリアン・デ・ラ・トア、東京創元社） 1958
- 『ナイン・テイラーズ』（ドロシー・セイヤーズ、東京創元社） 1958
- 『吸血鬼カーミラ』（レ・ファニュ、東京創元社、世界恐怖小説全集） 1958、創元推理文庫 1970
- 『幽霊島』（A・ブラックウッド、東京創元社） 1958
- 『消えた心臓』（M.R.ジェイムス、東京創元社、世界恐怖小説全集） 1959 - 他に「マグナス伯爵」
- 『黒魔団』（デニス・ホイートリ、東京創元社、世界恐怖小説全集） 1959
  - 『黒魔団』（国書刊行会）「ドラキュラ叢書」 1976、新版「黒魔術小説傑作選」1983 - 解説紀田順一郎
- 『屍衣の花嫁 世界怪奇実話集』（編訳、東京創元社、世界恐怖小説全集） 1959
- 『ペテン師まかり通る』（ヘンリ・セシル、創元推理文庫） 1960
- 『Yの悲劇』（エラリー・クイーン、東都書房） 1962。講談社文庫 1974
- 『僧正殺人事件』（ヴァン・ダイン、東都書房） 1963。講談社文庫 1976
- 『黒死荘の殺人』（ジョン・ディクスン・カー、東都書房） 1963
  - 改題『黒死荘殺人事件』講談社文庫、1977、グーテンベルク21、2016
- 『オトラント城綺譚』（ホレス・ウォルポール、新人物往来社、怪奇幻想の文学第3） 1970。牧神社 1975
  - 「オトラント城綺譚」-『ゴシック文学神髄』（東雅夫編、ちくま文庫） 2020 に収録
- 『おとらんと城綺譚』（ウォルポール、思潮社） 1972 - 文語体での訳書
  - 「おとらんと城奇譚」-『ゴシック名訳集成 西洋伝奇物語 - 伝奇ノ匣7』（東雅夫編、学研M文庫） 2004 に収録。のち電子書籍 2015
- 『ディレムマ』（アーネスト・ダウスン、思潮社） 1972
- 『こわい話・気味のわるい話』第1・2輯（編訳、牧神社） 1974
  - 改題『恐怖の愉しみ』上・下（創元推理文庫）1985 - 各・短編12篇
- 『幽霊島 平井呈一怪談翻訳集成』（創元推理文庫） 2019 - 短篇13編の訳+対談・エッセー・書評
- 『世界怪奇実話集 屍衣の花嫁　東西怪奇実話』（創元推理文庫） 2020※
- 『迷いの谷　平井呈一怪談翻訳集成』（創元推理文庫） 2023※ - 解説垂野創一郎

### 小泉八雲
- 『怪談 不思議な事の研究と物語』（ラフカディオ・ヘルン、岩波文庫） 1950、改版 1965、ワイド版 2011 - 初版は程一名義
  - 『怪談』（小泉八雲、金の星社） 1983。偕成社文庫 1991 - 児童向け
  - 『怪談』（ラフカディオ・ハーン、ヤン・シュヴァンクマイエル画、国書刊行会） 2011 - 大型本
- 『骨董』（ラフカディオ・ヘルン、岩波文庫） 1950、復刊 1994ほか、新訂版 (円城塔解説) 2025.8
- 『心 日本の内面生活の暗示と影響』（ラフカディオ・ヘルン、岩波文庫） 1951、改版 1977
- 『東の国から 新しい日本における幻想と研究』上・下（ラフカディオ・ヘルン、岩波文庫） 1952、復刊 1995ほか、新訂版 2025.9
- 『小泉八雲作品集』（筑摩書房） 1954
- 『小泉八雲全集』（みすず書房[4]） 1954 - 1955
- 『全訳 小泉八雲作品集』全11巻[5]、恒文社 1964-1967、新版1986 ほか

1. 印象派作家日記抄 / クリーオール小品集 / 中国怪談集
2. 飛花落葉集 / きまぐれ草
3. 仏領西インドの二年間 上（真夏の熱帯行 / マルティニーク小品集）
4. 仏領西インドの二年間 下（承前） / チタ / ユーマ
5. 日本瞥見記 上
6. 日本瞥見記 下
7. 東の国から / 心
8. 仏の畑の落穂 / 異国風物と回想
9. 霊の日本 / 明暗 / 日本雑記
10. 骨董 / 怪談 / 天の川綺譚
11. 日本　一つの試論

- 『対訳 小泉八雲作品抄』（西川盛雄・アラン・ローゼン共編、小泉凡挿し絵、恒文社） 1998
- 『面影の日本』（ジョニー・ハイマス写真、恒文社） 1999 - 新編訳

### アーサー・マッケン
- 『怪奇クラブ』（アーサ・マッケン、東京創元社、世界恐怖小説全集） 1959。創元推理文庫 1970 - 他に「大いなる来復」
- 「アーサー・マッケン作品集成」全6巻（牧神社） 1973 - 1975。沖積舎 1994 - 1995、新装版 2014 - 2015

1. 『白魔』
2. 『三人の詐欺師』
3. 『恐怖』
4. 『夢の丘』
5. 『秘めたる栄光』
6. 『緑地帯』

- 『夢の丘』（アーサー・マッケン、創元推理文庫） 1984、改版2003
- 『恐怖 アーサー・マッケン傑作選』（創元推理文庫） 2021※（各・電子書籍も刊）- 解説南條竹則、全作品解説も収録